# Mönchsgeier
Der Mönchsgeier oder Kuttengeier (Aegypius monachus) ist eine Vogelart, die zu den Altweltgeiern (Aegypiinae) gehört. Mit einer Länge von über einem Meter handelt es sich um den neben dem etwa gleich großen Bartgeier größten Greifvogel Europas. Er brütet vorwiegend in wilden Bergwäldern und kommt in Europa fast nur noch auf der Iberischen Halbinsel, auf Mallorca und auf der südlichen Balkanhalbinsel vor. Man unterscheidet keine Unterarten.

## Merkmale
Der Mönchsgeier erreicht ein Körpergewicht von 7 bis 12 kg sowie eine Flügelspannweite von 250 bis 295 cm und ist damit eine der größten Geierarten.
Er hat ein einfarbig dunkelbraunes Gefieder, welches aus der Ferne schwarz wirkt. Sein kurzer, nackter, bläulich-rosafarbener Hals ist von einer dunklen Federkrause umgeben. Die Flügel sind breit, der Schwanz ist oft leicht keilförmig.

## Vorkommen

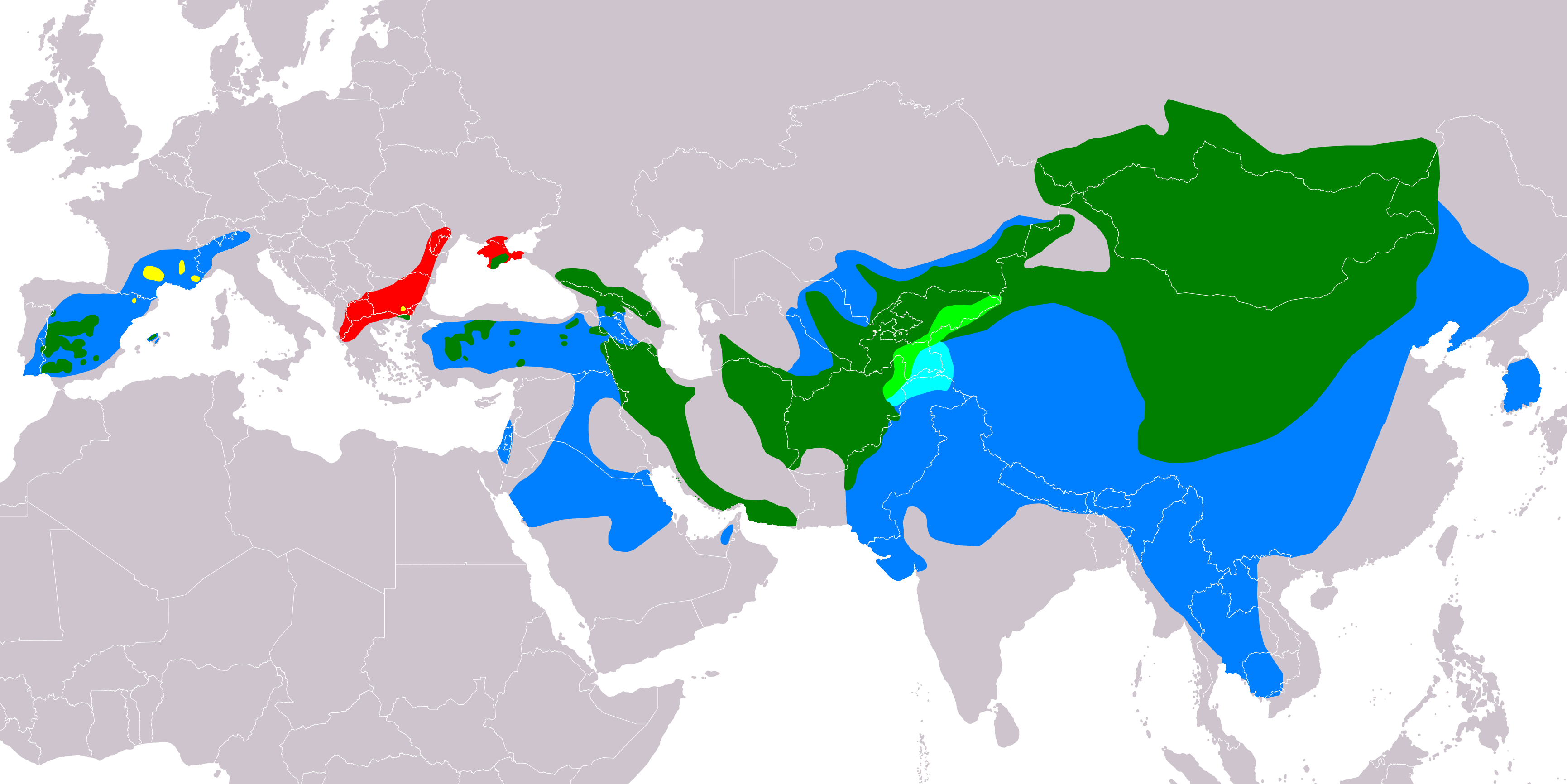
Verbreitung des Mönchsgeiers:
Brutgebiete
Ganzjähriges Vorkommen
Migration
Überwinterungsgebiete
Population erloschen
Wiederansiedlungsgebiete

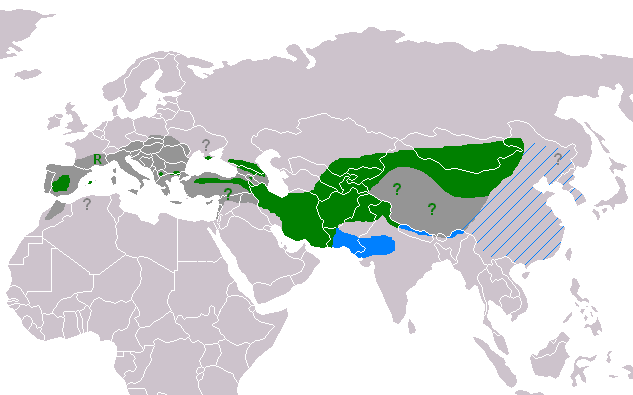
Verbreitungsareal des Mönchsgeiers im Jahr 2007

Der Mönchsgeier ist in Südeuropa und Zentralasien verbreitet. Heute findet man ihn von Spanien über die Balearen, den Balkan, Vorderasien und Nordindien bis nach Südsibirien, Nordchina und in die Mongolei. Überwinterungsquartiere liegen auch weiter südlich, etwa im Sudan, dem mittleren Osten, in Nordwestindien, Pakistan und Korea. In Südeuropa wandern die erwachsenen Tiere im Winter nicht ab, in Asien ziehen vor allem die der nördlichen Populationen in der kalten Jahreszeit in südlichere Gefilde.
Früher war die Art auch in Marokko, Portugal, Italien, Ex-Jugoslawien, Albanien, Rumänien, Republik Moldau und Israel verbreitet, wo sie heute nicht mehr vorkommt.
Der Mönchsgeier gilt laut IUCN als „potenziell gefährdet“. Nach Meinung von Experten des Nationalparks Monfragüe in Spanien, wo sich die größte Kolonie in Europa befindet, schwindet allerdings sein Bestand, so dass seine Einstufung als „bedrohte Tierart“ absehbar sei. Vor allem in Europa ist er in vielen Teilen seines ursprünglichen Verbreitungsgebietes selten geworden oder bereits gänzlich verschwunden. In Spanien konnten sich die Bestände allerdings in jüngerer Zeit von 200 Brutpaaren im Jahr 1970 auf fast 1000 im Jahr 1992 erholen. Auf Mallorca gibt es eine Naturschutzorganisation zur Erhaltung des Mönchsgeiers. Sie betreibt Zählungen und fängt junge Mönchsgeier ein, um sie in Südfrankreich oder auch Nordmazedonien auszusiedeln. Seit 1966 vergrößerte sich die Zahl der Mönchsgeier auf der Insel von etwa 20 auf 57 Tiere im Jahr 1991.
Daneben finden sich in Europa geringe Restbestände des Mönchsgeiers in Griechenland (ca. 16 Paare), Bulgarien (1 Paar), auf der Krim-Halbinsel (3–6 Paare) und im europäischen Teil Russlands (ca. 50 Paare). Über die Bestände in Asien ist wenig bekannt. Im asiatischen Teil der ehemaligen Sowjetunion leben insgesamt wahrscheinlich über 1000 Paare. Die IUCN schätzt den Gesamtbestand auf 7.200 bis 10.000 Paare.
Der Lebensraum des Mönchsgeiers sind vor allem bewaldete Hügel und Berge, auf Nahrungssuche überfliegt er aber auch häufig offenes Gelände. Im Nationalpark Monfragüe in Spanien wurde beobachtet, dass der Mönchsgeier zunehmend von Gänsegeiern verdrängt wird, die dessen Nester besetzen.

## Ernährung
Der Mönchsgeier ernährt sich in erster Linie vom Aas großer und mittlerer Säugetiere. Gelegentlich, speziell im Sommer, wenn es weniger Aas gibt, schlägt er auch selbst kleinere Beutetiere wie Eidechsen und Schildkröten, aber auch Hasen und ähnlich große Säuger wie etwa junge Huftiere. Am Kadaver ist der große Geier meist die dominante Geierart. Dank seines äußerst kräftigen Schnabels kann er sehr zähe Nahrungsteile wie Muskeln, Sehnen und Haut fressen, zudem kröpft er auch kleine Knochen.

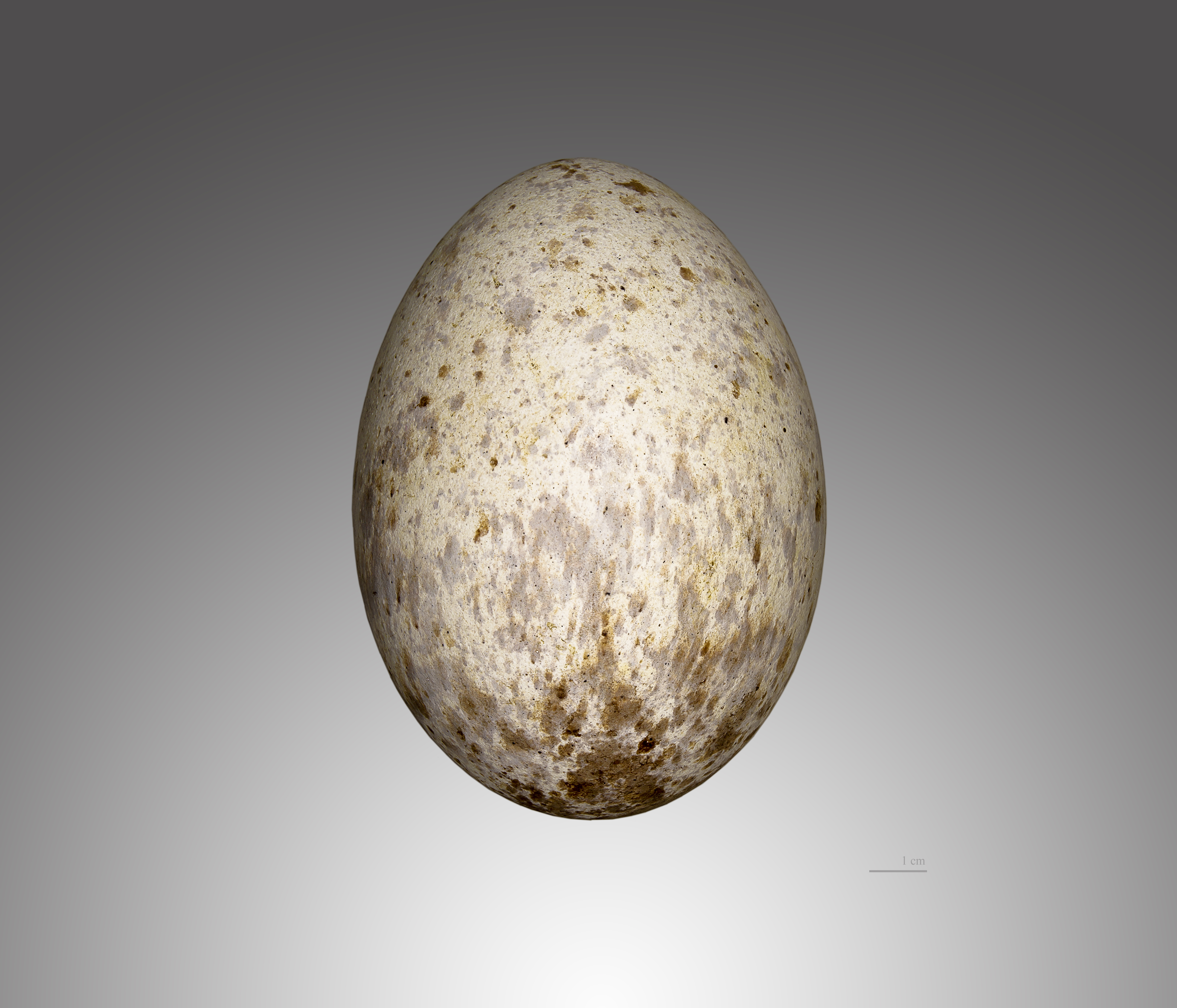
Ei eines Mönchsgeiers
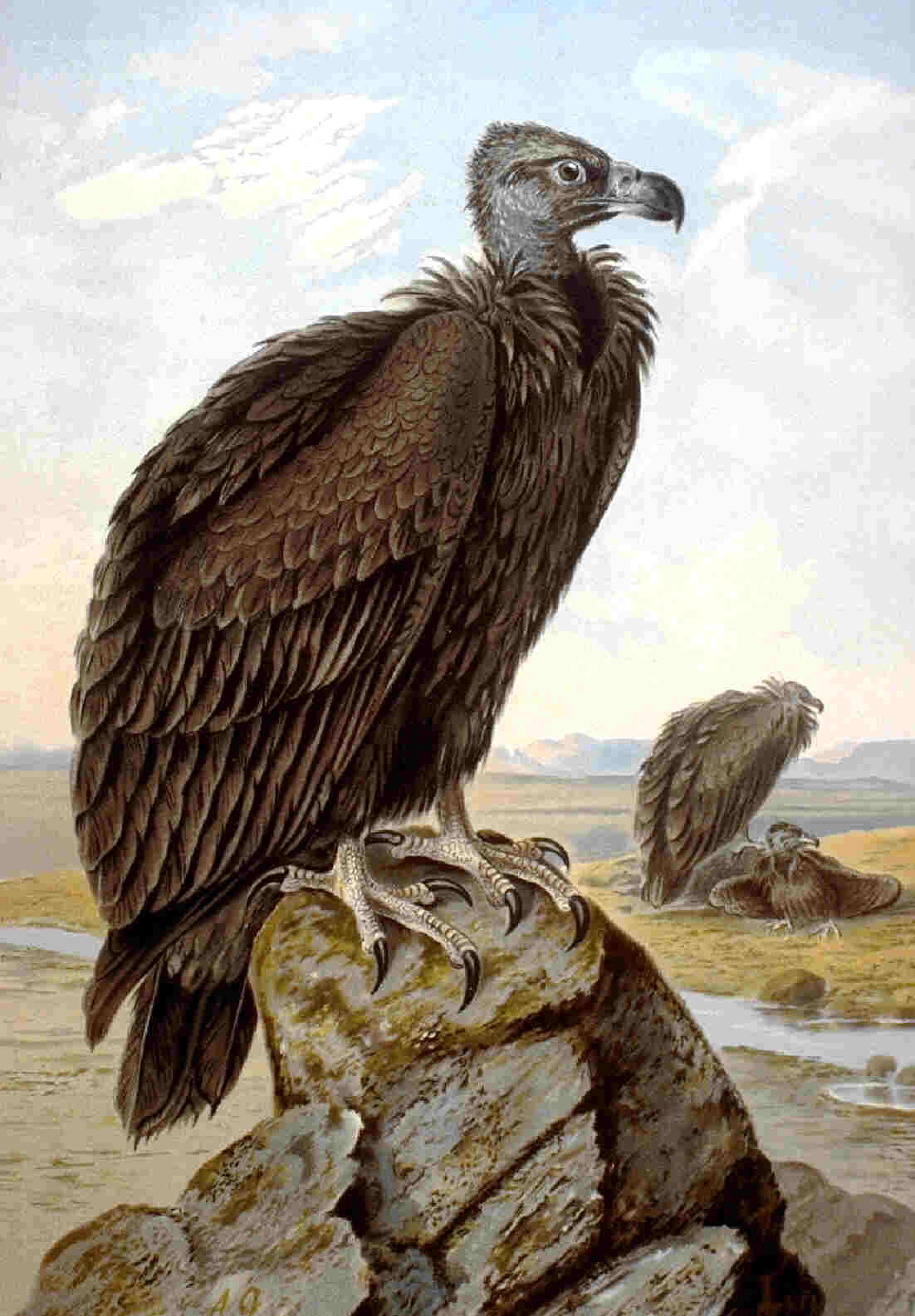
Mönchsgeier aus: Johann Friedrich Naumann, Naturgeschichte der Vögel Mitteleuropas, 1905.
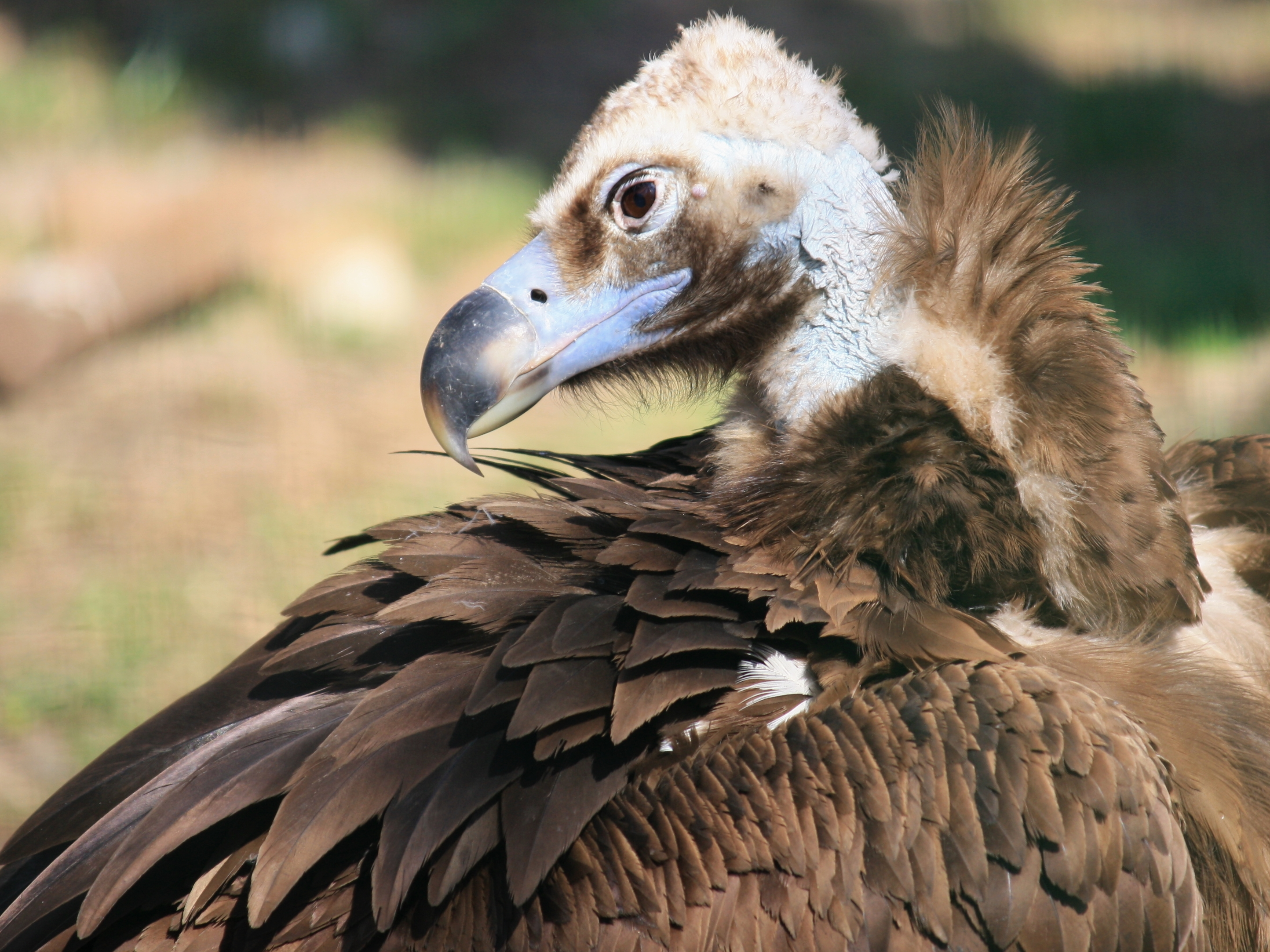
Mönchsgeier (Aegypius monachus)
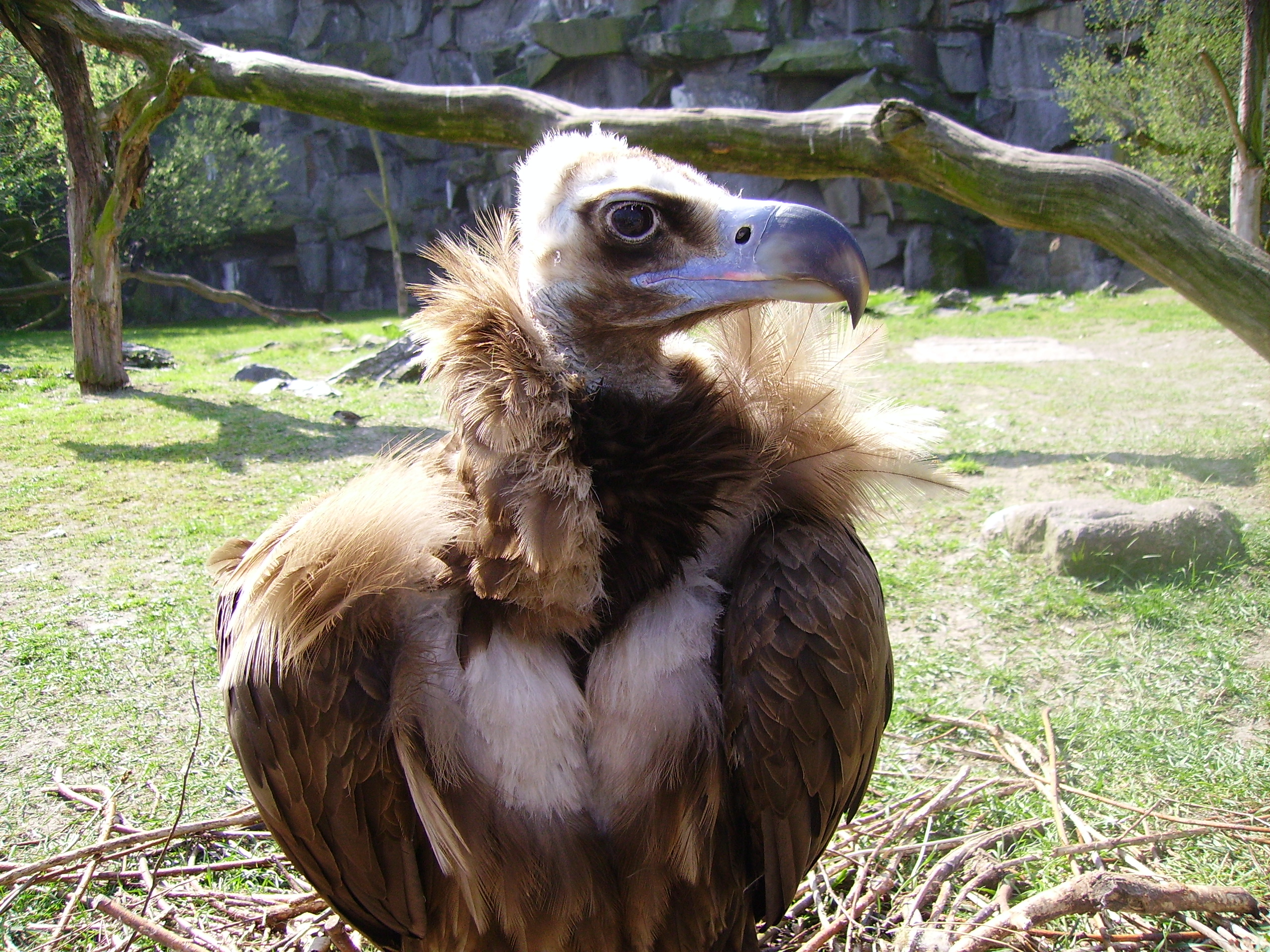
Mönchsgeier, Porträt
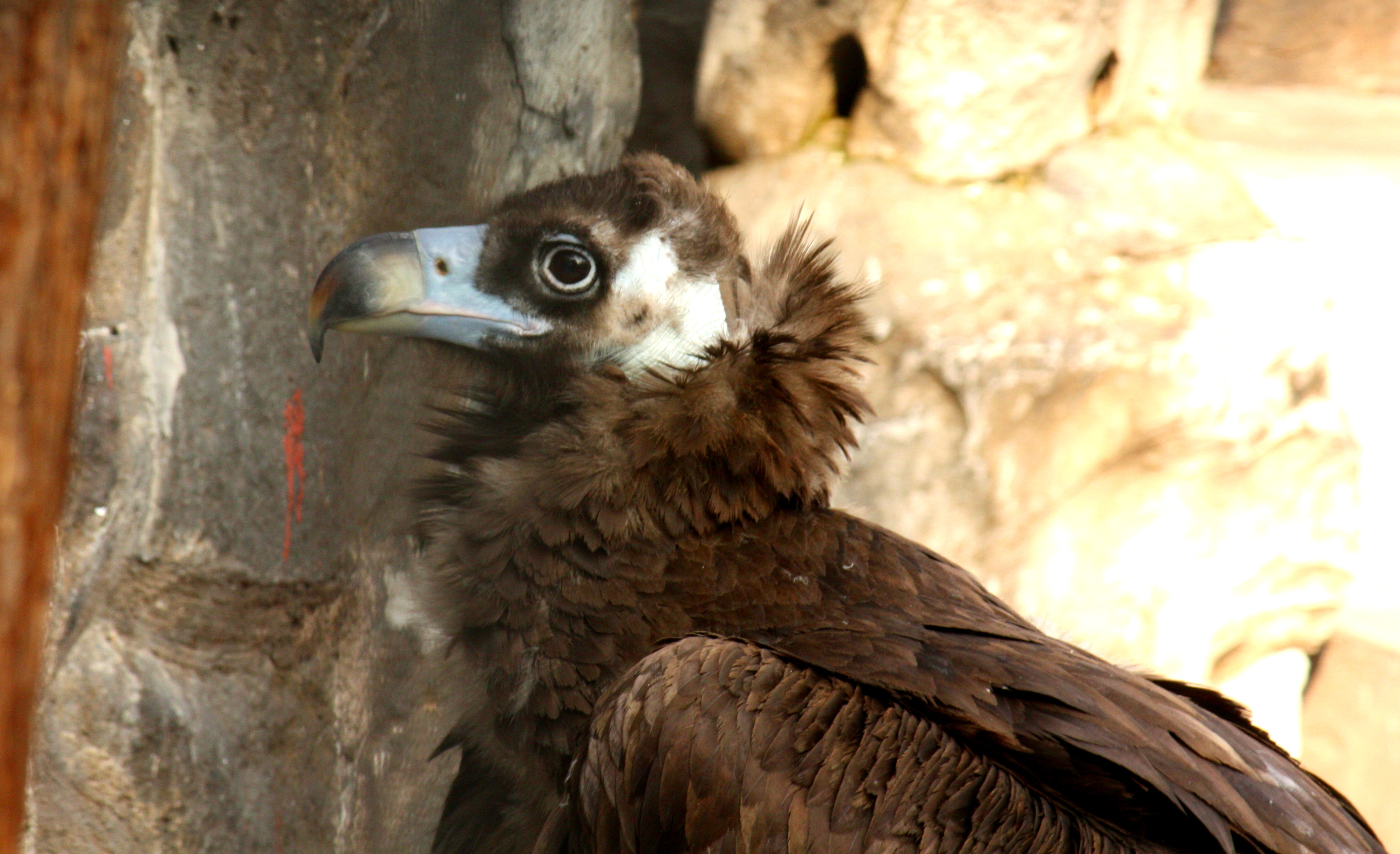
Dunkle Form
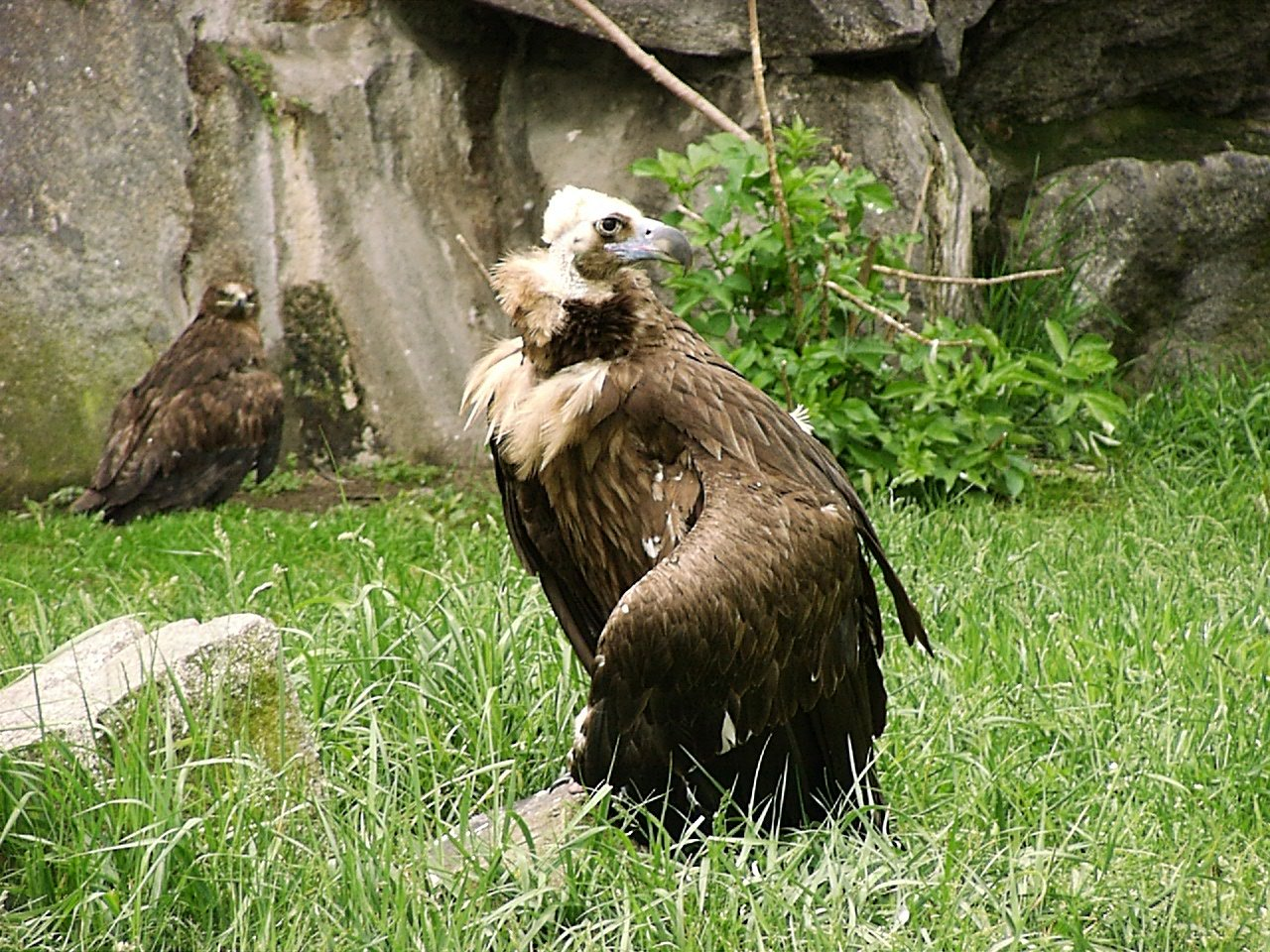
Mönchsgeier im Tierpark Berlin